# 야마구니촌
야마구니촌(일본어: 山国村)은 일본 교토부 기타쿠와다군에 설치되었던 촌이다. 현재의 교토시에 해당한다.